# Anteaeolidiella oliviae
Anteaeolidiella oliviae is een slakkensoort uit de familie van de vlokslakken (Aeolidiidae). De wetenschappelijke naam van de soort werd voor het eerst geldig gepubliceerd in 1966 door MacFarland als Aeolidiella oliviae.

## Beschrijving
Het lichaam van Anteaeolidiella oliviae is doorschijnend wit met crème kleur op de rug. Er is soms een oranje vlek zichtbaar op het hoofd en een andere over het hartzakje. De rinoforen hebben diagonale strepen en zijn fel oranje met witte punten. De orale tentakels zijn meestal helder ondoorzichtig wit. De cerata zijn oranje met witte punten. Deze soort voedt zich met zeeanemonen en wordt ongeveer 20 mm lang.

## Verspreiding
Deze soort is beschreven aan de hand van exemplaren die zijn verzameld in San Diego. De verspreiding ervan is blijkbaar beperkt tot Californië.